# نیکلاس بنزت
نیکلاس بنزت (انگلیسی: Nicolas Benezet؛ زادهٔ ۲۴ فوریهٔ ۱۹۹۱) بازیکن فوتبال اهل فرانسه است که در پست هافبک تهاجمی بازی می‌کند.
از باشگاه‌هایی که در آن بازی کرده‌است می‌توان به باشگاه فوتبال نیم المپیک، باشگاه فوتبال گنگام، و باشگاه فوتبال کان اشاره کرد.
وی همچنین در تیم ملی فوتبال زیر ۲۰ سال فرانسه بازی کرده‌است.